# George Bernard Flahiff
George Bernard Flahiff C.S.B., kanadski rimskokatoliški duhovnik, škof in kardinal, * 26. oktober 1905, Paris, † 22. avgust 1989.

## Življenjepis
17. aprila 1930 je prejel duhovniško posvečenje.
10. marca 1960 je bil imenovan za nadškofa Winnipega in 31. maja istega leta je prejel škofovsko posvečenje. S tega položaja je odstopil 31. marca 1982.
28. aprila 1969 je bil povzdignjen v kardinala in imenovan za kardinal-duhovnika S. Maria della Salute a Primavalle.